# The Best Damn Thing
The Best Damn Thing là album phòng thu thứ ba của ca sĩ kiêm sáng tác nhạc người Canada Avril Lavigne, phát hành ngày 17 tháng 4 năm 2007 bởi RCA Records. Đây cũng là đĩa nhạc đầu tiên của nữ ca sĩ sau khi kết thúc hợp đồng thu âm với hãng đĩa cũ Arista Records. Khác với phong cách âm nhạc alternative rock và post-grunge mang hơi hướng tăm tối của album phòng thu trước Under My Skin (2004), album là một bản thu âm pop-punk, pop rock và bubblegum pop với hầu hết những bản nhạc sôi động và tiết tấu nhanh. Đóng vai trò đồng sản xuất điều hành của dự án với Dr. Luke, Lavigne lần đầu hợp tác với một loạt nhà sản xuất khác nhau, bao gồm Matt Beckley, Rob Cavallo và người chồng lúc bấy giờ của cô Deryck Whibley. Nội dung ca từ của The Best Damn Thing đề cập đến những chủ đề về tình yêu, sự tan vỡ, tận hưởng niềm vui và tự tin vào bản thân. Ngoài ra, album còn bao gồm đĩa đơn năm 2006 "Keep Holding On" được nữ ca sĩ sáng tác và thể hiện cho bộ phim viễn tưởng-phiêu lưu Eragon.
Sau khi phát hành, The Best Damn Thing đa phần nhận được những phản ứng trái chiều từ giới phê bình, trong đó họ đánh giá cao tiềm năng thương mại lớn của album và ghi nhận sự chuyển đổi phong cách âm nhạc của Lavigne so với đĩa nhạc trước, nhưng cũng vấp phải nhiều chỉ trích bởi nội dung lời bài hát được cho là quá thô lỗ và gay gắt. Tuy nhiên, The Best Damn Thing vẫn nhận được đề cử tại giải thưởng Âm nhạc MTV Châu Âu và giải Juno cho Album của năm. Đĩa nhạc cũng gặt hái những thành công lớn về mặt thương mại, đứng đầu các bảng xếp hạng tại Áo, Canada, Đức, Ireland, Nhật Bản và Vương quốc Anh, đồng thời lọt vào top 10 ở hầu hết những thị trường khác. Ngoài ra, album cũng giúp nữ ca sĩ lập kỷ lục là nghệ sĩ phương Tây đầu tiên trong lịch sử sở hữu ba album đầu tay đều bán được một triệu bản tại Nhật Bản. The Best Damn Thing ra mắt ở vị trí số một trên bảng xếp hạng Billboard 200 tại Hoa Kỳ với 286,000 bản, trở thành album quán quân thứ hai liên tiếp của Lavigne tại đây.
Bốn đĩa đơn đã được phát hành từ The Best Damn Thing. "Girlfriend" được chọn làm đĩa đơn mở đường và trở thành đĩa đơn bán chạy nhất năm 2007 trên toàn thế giới, và giúp Lavigne đạt được đĩa đơn quán quân đầu tiên trên bảng xếp hạng Billboard Hot 100. Đĩa đơn thứ hai "When You're Gone" cũng tiếp nối những thành công thương mại khi lọt vào top 10 tại nhiều quốc gia, trong khi hai đĩa đơn còn lại "Hot" và bài hát chủ đề chỉ gặt hái những thành tích hạn chế. Để quảng bá album, nữ ca sĩ trình diễn trên nhiều chương trình truyền hình và lễ trao giải lớn, như The Ellen DeGeneres Show, Late Show with David Letterman, Saturday Night Live, Total Request Live, giải thưởng Âm nhạc MTV Châu Âu năm 2007 và giải thưởng Âm nhạc Mỹ năm 2007, cũng như thực hiện chuyến lưu diễn The Best Damn Tour (2008) với 110 đêm diễn và đi qua ba châu lục. The Best Damn Thing là album bán chạy thứ tư trong năm 2007 trên toàn cầu và đã bán được hơn sáu triệu bản tính đến nay.

## Danh sách bài hát
| The Best Damn Thing – Phiên bản tiêu chuẩn | The Best Damn Thing – Phiên bản tiêu chuẩn | The Best Damn Thing – Phiên bản tiêu chuẩn | The Best Damn Thing – Phiên bản tiêu chuẩn | The Best Damn Thing – Phiên bản tiêu chuẩn |
| STT                                        | Nhan đề                                    | Sáng tác                                   | Sản xuất                                   | Thời lượng                                 |
| ------------------------------------------ | ------------------------------------------ | ------------------------------------------ | ------------------------------------------ | ------------------------------------------ |
| 1.                                         | "Girlfriend"                               | Avril Lavigne Lukasz Gottwald              | Dr. Luke Matt Beckley [a] Steven Wolf [a]  | 3:37                                       |
| 2.                                         | "I Can Do Better"                          | Lavigne Gottwald                           | Dr. Luke Beckley [a] Wolf [a]              | 3:17                                       |
| 3.                                         | "Runaway"                                  | Lavigne Gottwald Kara DioGuardi            | Dr. Luke Beckley [a] Wolf [a]              | 3:48                                       |
| 4.                                         | "The Best Damn Thing"                      | Lavigne Butch Walker                       | Walker                                     | 3:10                                       |
| 5.                                         | "When You're Gone"                         | Lavigne Walker                             | Walker                                     | 4:00                                       |
| 6.                                         | "Everything Back but You"                  | Lavigne Walker                             | Walker                                     | 3:03                                       |
| 7.                                         | "Hot"                                      | Lavigne Evan Taubenfeld                    | Dr. Luke Beckley [a] Wolf [a]              | 3:23                                       |
| 8.                                         | "Innocence"                                | Lavigne Taubenfeld                         | Rob Cavallo                                | 3:53                                       |
| 9.                                         | "I Don't Have to Try"                      | Lavigne Gottwald                           | Dr. Luke Beckley [a] Wolf [a]              | 3:17                                       |
| 10.                                        | "One of Those Girls"                       | Lavigne Taubenfeld                         | Deryck Whibley                             | 2:56                                       |
| 11.                                        | "Contagious"                               | Lavigne Taubenfeld                         | Whibley                                    | 2:10                                       |
| 12.                                        | "Keep Holding On"                          | Lavigne Gottwald                           | Dr. Luke Beckley [a]                       | 4:00                                       |
| Tổng thời lượng:                           | Tổng thời lượng:                           | Tổng thời lượng:                           | Tổng thời lượng:                           | 40:39                                      |

| The Best Damn Thing – Phiên bản nhạc số trên AvrilLavigne.com (bản nhạc bổ sung) | The Best Damn Thing – Phiên bản nhạc số trên AvrilLavigne.com (bản nhạc bổ sung) | The Best Damn Thing – Phiên bản nhạc số trên AvrilLavigne.com (bản nhạc bổ sung) | The Best Damn Thing – Phiên bản nhạc số trên AvrilLavigne.com (bản nhạc bổ sung) | The Best Damn Thing – Phiên bản nhạc số trên AvrilLavigne.com (bản nhạc bổ sung) |
| STT                                                                              | Nhan đề                                                                          | Sáng tác                                                                         | Sản xuất                                                                         | Thời lượng                                                                       |
| -------------------------------------------------------------------------------- | -------------------------------------------------------------------------------- | -------------------------------------------------------------------------------- | -------------------------------------------------------------------------------- | -------------------------------------------------------------------------------- |
| 13.                                                                              | "Girlfriend" (trực tiếp)                                                         | Lavigne Gottwald                                                                 | Dr. Luke Beckley [a] Wolf [a]                                                    | 3:14                                                                             |
| Tổng thời lượng:                                                                 | Tổng thời lượng:                                                                 | Tổng thời lượng:                                                                 | Tổng thời lượng:                                                                 | 44:16                                                                            |

| The Best Damn Thing – Phiên bản tại Đức (bản nhạc bổ sung) | The Best Damn Thing – Phiên bản tại Đức (bản nhạc bổ sung) | The Best Damn Thing – Phiên bản tại Đức (bản nhạc bổ sung) | The Best Damn Thing – Phiên bản tại Đức (bản nhạc bổ sung) | The Best Damn Thing – Phiên bản tại Đức (bản nhạc bổ sung) |
| STT                                                        | Nhan đề                                                    | Sáng tác                                                   | Sản xuất                                                   | Thời lượng                                                 |
| ---------------------------------------------------------- | ---------------------------------------------------------- | ---------------------------------------------------------- | ---------------------------------------------------------- | ---------------------------------------------------------- |
| 13.                                                        | "Girlfriend" (bản tiếng Đức)                               | Lavigne Gottwald                                           | Dr. Luke Beckley [a] Wolf [a]                              | 3:37                                                       |
| Tổng thời lượng:                                           | Tổng thời lượng:                                           | Tổng thời lượng:                                           | Tổng thời lượng:                                           | 44:16                                                      |

| The Best Damn Thing – Phiên bản trên iTunes Store toàn cầu (video bổ sung) | The Best Damn Thing – Phiên bản trên iTunes Store toàn cầu (video bổ sung)          | The Best Damn Thing – Phiên bản trên iTunes Store toàn cầu (video bổ sung) |
| STT                                                                        | Nhan đề                                                                             | Thời lượng                                                                 |
| -------------------------------------------------------------------------- | ----------------------------------------------------------------------------------- | -------------------------------------------------------------------------- |
| 13.                                                                        | "Avril Lavigne's Make 5 Wishes - Tập 8, 9, 10 và 11" (bộ truyện tranh manga; video) | 27:11                                                                      |
| Tổng thời lượng:                                                           | Tổng thời lượng:                                                                    | 67:45                                                                      |

| The Best Damn Thing – Phiên bản nhạc số cao cấp (bản nhạc bổ sung) | The Best Damn Thing – Phiên bản nhạc số cao cấp (bản nhạc bổ sung) | The Best Damn Thing – Phiên bản nhạc số cao cấp (bản nhạc bổ sung) | The Best Damn Thing – Phiên bản nhạc số cao cấp (bản nhạc bổ sung) | The Best Damn Thing – Phiên bản nhạc số cao cấp (bản nhạc bổ sung) |
| STT                                                                | Nhan đề                                                            | Sáng tác                                                           | Sản xuất                                                           | Thời lượng                                                         |
| ------------------------------------------------------------------ | ------------------------------------------------------------------ | ------------------------------------------------------------------ | ------------------------------------------------------------------ | ------------------------------------------------------------------ |
| 13.                                                                | "When You're Gone" (bản acoustic)                                  | Lavigne Walker                                                     | Walker                                                             | 3:58                                                               |
| 14.                                                                | "I Can Do Better" (bản acoustic)                                   | Lavigne Gottwald                                                   | Dr. Luke                                                           | 3:39                                                               |
| 15.                                                                | "Girlfriend" (The Submarines' Time Warp '66 Mix)                   | Lavigne Gottwald                                                   | Dr. Luke The Submarines [b]                                        | 3:10                                                               |
| 16.                                                                | "When You're Gone" (video ca nhạc)                                 |                                                                    |                                                                    |                                                                    |
| Tổng thời lượng:                                                   | Tổng thời lượng:                                                   | Tổng thời lượng:                                                   | Tổng thời lượng:                                                   | 51:21                                                              |

| The Best Damn Thing – Phiên bản tại Nhật Bản (bản nhạc bổ sung) | The Best Damn Thing – Phiên bản tại Nhật Bản (bản nhạc bổ sung) | The Best Damn Thing – Phiên bản tại Nhật Bản (bản nhạc bổ sung) | The Best Damn Thing – Phiên bản tại Nhật Bản (bản nhạc bổ sung) | The Best Damn Thing – Phiên bản tại Nhật Bản (bản nhạc bổ sung) |
| STT                                                             | Nhan đề                                                         | Sáng tác                                                        | Sản xuất                                                        | Thời lượng                                                      |
| --------------------------------------------------------------- | --------------------------------------------------------------- | --------------------------------------------------------------- | --------------------------------------------------------------- | --------------------------------------------------------------- |
| 13.                                                             | "Alone"                                                         | Lavigne Max Martin Gottwald                                     | Dr. Luke Beckley [a] Wolf [a]                                   | 3:14                                                            |
| Tổng thời lượng:                                                | Tổng thời lượng:                                                | Tổng thời lượng:                                                | Tổng thời lượng:                                                | 43:48                                                           |

| The Best Damn Thing – Phiên bản tại Nhật Bản (video bổ sung) | The Best Damn Thing – Phiên bản tại Nhật Bản (video bổ sung) | The Best Damn Thing – Phiên bản tại Nhật Bản (video bổ sung) |
| STT                                                          | Nhan đề                                                      | Thời lượng                                                   |
| ------------------------------------------------------------ | ------------------------------------------------------------ | ------------------------------------------------------------ |
| 14.                                                          | "Girlfriend" (video ca nhạc)                                 |                                                              |

| The Best Damn Thing – Phiên bản đặc biệt tại Nhật Bản (bản nhạc bổ sung) | The Best Damn Thing – Phiên bản đặc biệt tại Nhật Bản (bản nhạc bổ sung) | The Best Damn Thing – Phiên bản đặc biệt tại Nhật Bản (bản nhạc bổ sung) |
| STT                                                                      | Nhan đề                                                                  | Thời lượng                                                               |
| ------------------------------------------------------------------------ | ------------------------------------------------------------------------ | ------------------------------------------------------------------------ |
| 14.                                                                      | "Sk8er Boi" (trực tiếp)                                                  | 3:44                                                                     |
| 15.                                                                      | "Adia" (trực tiếp)                                                       | 4:11                                                                     |
| Tổng thời lượng:                                                         | Tổng thời lượng:                                                         | 51:43                                                                    |

| The Best Damn Thing – Phiên bản giới hạn và nhạc số mở rộng (bản nhạc bổ sung) | The Best Damn Thing – Phiên bản giới hạn và nhạc số mở rộng (bản nhạc bổ sung) | The Best Damn Thing – Phiên bản giới hạn và nhạc số mở rộng (bản nhạc bổ sung) | The Best Damn Thing – Phiên bản giới hạn và nhạc số mở rộng (bản nhạc bổ sung) | The Best Damn Thing – Phiên bản giới hạn và nhạc số mở rộng (bản nhạc bổ sung) |
| STT                                                                            | Nhan đề                                                                        | Sáng tác                                                                       | Sản xuất                                                                       | Thời lượng                                                                     |
| ------------------------------------------------------------------------------ | ------------------------------------------------------------------------------ | ------------------------------------------------------------------------------ | ------------------------------------------------------------------------------ | ------------------------------------------------------------------------------ |
| 13.                                                                            | "Alone"                                                                        | Lavigne Max Martin Gottwald                                                    | Dr. Luke Beckley [a] Wolf [a]                                                  | 3:14                                                                           |
| 14.                                                                            | "I Will Be"                                                                    | Lavigne Martin Gottwald                                                        | Dr. Luke Beckley [a] Wolf [a]                                                  | 4:00                                                                           |
| 15.                                                                            | "I Can Do Better" (bản acoustic)                                               | Lavigne Gottwald                                                               | Dr. Luke                                                                       | 3:39                                                                           |
| 16.                                                                            | "Girlfriend" (the Submarines' time warp '66 mix)                               | Lavigne Gottwald                                                               | Dr. Luke The Submarines [b]                                                    | 3:11                                                                           |
| 17.                                                                            | "Girlfriend" (Dr. Luke remix; hợp tác với Lil Mama)                            | Lavigne Gottwald Niatia Kirkland                                               | Dr. Luke                                                                       | 3:25                                                                           |
| Tổng thời lượng:                                                               | Tổng thời lượng:                                                               | Tổng thời lượng:                                                               | Tổng thời lượng:                                                               | 58:03                                                                          |

| The Best Damn Thing – Phiên bản giới hạn tại Châu Á (bản nhạc bổ sung) | The Best Damn Thing – Phiên bản giới hạn tại Châu Á (bản nhạc bổ sung) | The Best Damn Thing – Phiên bản giới hạn tại Châu Á (bản nhạc bổ sung) | The Best Damn Thing – Phiên bản giới hạn tại Châu Á (bản nhạc bổ sung) | The Best Damn Thing – Phiên bản giới hạn tại Châu Á (bản nhạc bổ sung) |
| STT                                                                    | Nhan đề                                                                | Sáng tác                                                               | Sản xuất                                                               | Thời lượng                                                             |
| ---------------------------------------------------------------------- | ---------------------------------------------------------------------- | ---------------------------------------------------------------------- | ---------------------------------------------------------------------- | ---------------------------------------------------------------------- |
| 16.                                                                    | "Girlfriend" (bản tiếng Quan Thoại)                                    | Lavigne Gottwald                                                       | Dr. Luke Beckley [a] Wolf [a]                                          | 3:38                                                                   |
| 17.                                                                    | "Girlfriend" (Dr. Luke remix; hợp tác với Lil Mama)                    | Lavigne Gottwald Niatia Kirkland                                       | Dr. Luke                                                               | 3:25                                                                   |
| Tổng thời lượng:                                                       | Tổng thời lượng:                                                       | Tổng thời lượng:                                                       | Tổng thời lượng:                                                       | 58:30                                                                  |

| The Best Damn Thing – Phiên bản giới hạn tại Nhật Bản (bản nhạc bổ sung) | The Best Damn Thing – Phiên bản giới hạn tại Nhật Bản (bản nhạc bổ sung) | The Best Damn Thing – Phiên bản giới hạn tại Nhật Bản (bản nhạc bổ sung) | The Best Damn Thing – Phiên bản giới hạn tại Nhật Bản (bản nhạc bổ sung) | The Best Damn Thing – Phiên bản giới hạn tại Nhật Bản (bản nhạc bổ sung) |
| STT                                                                      | Nhan đề                                                                  | Sáng tác                                                                 | Sản xuất                                                                 | Thời lượng                                                               |
| ------------------------------------------------------------------------ | ------------------------------------------------------------------------ | ------------------------------------------------------------------------ | ------------------------------------------------------------------------ | ------------------------------------------------------------------------ |
| 16.                                                                      | "Girlfriend" (bản tiếng Nhật)                                            | Lavigne Gottwald                                                         | Dr. Luke Beckley [a] Wolf [a]                                            | 3:38                                                                     |
| 17.                                                                      | "Girlfriend" (Dr. Luke remix; hợp tác với Lil Mama)                      | Lavigne Gottwald Niatia Kirkland                                         | Dr. Luke                                                                 | 3:25                                                                     |
| Tổng thời lượng:                                                         | Tổng thời lượng:                                                         | Tổng thời lượng:                                                         | Tổng thời lượng:                                                         | 58:30                                                                    |

| The Best Damn Thing – Phiên bản cao cấp (DVD kèm theo) | The Best Damn Thing – Phiên bản cao cấp (DVD kèm theo) | The Best Damn Thing – Phiên bản cao cấp (DVD kèm theo) |
| STT                                                    | Nhan đề                                                | Thời lượng                                             |
| ------------------------------------------------------ | ------------------------------------------------------ | ------------------------------------------------------ |
| 1.                                                     | "Quá trình thực hiện album The Best Damn Thing"        |                                                        |
| 2.                                                     | "Thư viện Ảnh"                                         |                                                        |

| The Best Damn Thing – Phiên bản giới hạn (DVD kèm theo) | The Best Damn Thing – Phiên bản giới hạn (DVD kèm theo)    | The Best Damn Thing – Phiên bản giới hạn (DVD kèm theo) |
| STT                                                     | Nhan đề                                                    | Thời lượng                                              |
| ------------------------------------------------------- | ---------------------------------------------------------- | ------------------------------------------------------- |
| 1.                                                      | "Everything Back But You" (trực tiếp từ The Orange Lounge) |                                                         |
| 2.                                                      | "Girlfriend" (trực tiếp từ The Orange Lounge)              |                                                         |
| 3.                                                      | "Hot" (trực tiếp từ The Orange Lounge)                     |                                                         |
| 4.                                                      | "When You're Gone" (trực tiếp từ The Orange Lounge)        |                                                         |
| 5.                                                      | "Girlfriend" (video ca nhạc)                               |                                                         |
| 6.                                                      | "When You're Gone" (video ca nhạc)                         |                                                         |
| 7.                                                      | "Hot" (video ca nhạc)                                      |                                                         |
| 8.                                                      | "The Best Damn Thing" (video ca nhạc)                      |                                                         |

| The Best Damn Thing – Phiên bản đặc biệt tại Nhật Bản (DVD kèm theo) | The Best Damn Thing – Phiên bản đặc biệt tại Nhật Bản (DVD kèm theo) | The Best Damn Thing – Phiên bản đặc biệt tại Nhật Bản (DVD kèm theo) |
| STT                                                                  | Nhan đề                                                              | Thời lượng                                                           |
| -------------------------------------------------------------------- | -------------------------------------------------------------------- | -------------------------------------------------------------------- |
| 1.                                                                   | "Girlfriend" (video ca nhạc)                                         |                                                                      |
| 2.                                                                   | "Girlfriend" (Dr. Luke remix; video ca nhạc; hợp tác với Lil Mama)   |                                                                      |
| 3.                                                                   | "When You're Gone" (video ca nhạc)                                   |                                                                      |
| 4.                                                                   | "Hot" (video ca nhạc)                                                |                                                                      |
| 5.                                                                   | "The Best Damn Thing" (video ca nhạc)                                |                                                                      |
| 6.                                                                   | "Quá trình thực hiện album The Best Damn Thing"                      |                                                                      |
| 7.                                                                   | "Hậu trường video ca nhạc 'Girlfriend'"                              |                                                                      |

Ghi chú
- ^a  nghĩa là sản xuất bổ sung
- ^b  nghĩa là người phối lại và sản xuất bổ sung

## Xếp hạng
| Bảng xếp hạng (2007)                     | Vị trí cao nhất |
| ---------------------------------------- | --------------- |
| Album Úc (ARIA)                          | 2               |
| Album Áo (Ö3 Austria)                    | 1               |
| Album Bỉ (Ultratop Vlaanderen)           | 9               |
| Album Bỉ (Ultratop Wallonie)             | 4               |
| Album Canada (Billboard)                 | 1               |
| Album Đan Mạch (Hitlisten)               | 5               |
| Album Hà Lan (Album Top 100)             | 8               |
| Album Châu Âu (Billboard)                | 1               |
| Album Phần Lan (Suomen virallinen lista) | 8               |
| Album Pháp (SNEP)                        | 3               |
| Album Đức (Offizielle Top 100)           | 1               |
| Album Hy Lạp (IFPI)                      | 1               |
| Album Hungaria (MAHASZ)                  | 7               |
| Album Ireland (IRMA)                     | 1               |
| Album Ý (FIMI)                           | 1               |
| Album Nhật Bản (Oricon)                  | 1               |
| Album Mexico (Top 100 Mexico)            | 1               |
| Album New Zealand (RMNZ)                 | 2               |
| Album Na Uy (VG-lista)                   | 18              |
| Album Ba Lan (ZPAV)                      | 4               |
| Album Bồ Đào Nha (AFP)                   | 9               |
| Album Scotland (OCC)                     | 1               |
| Album Tây Ban Nha (PROMUSICAE)           | 9               |
| Album Thụy Điển (Sverigetopplistan)      | 6               |
| Album Thụy Sĩ (Schweizer Hitparade)      | 2               |
| Album Đài Loan (Five Music)              | 1               |
| Album Anh Quốc (OCC)                     | 1               |
| Album Hoa Kỳ Billboard 200               | 1               |
| Album Hoa Kỳ Top Alternative (Billboard) | 6               |

| Bảng xếp hạng (2007)    | Vị trí cao nhất |
| ----------------------- | --------------- |
| Album Argentina (CAPIF) | 7               |
| Album Hàn Quốc (RIAK)   | 1               |

| Bảng xếp hạng (2007)                | Vị trí |
| ----------------------------------- | ------ |
| Album Argentina (CAPIF)             | 19     |
| Album Úc (ARIA)                     | 19     |
| Album Áo (Ö3 Austria)               | 22     |
| Album Bỉ (Ultratop Flanders)        | 74     |
| Album Bỉ (Ultratop Wallonia)        | 44     |
| Album Châu Âu (Billboard)           | 12     |
| Album Pháp (SNEP)                   | 38     |
| Album Đức (Offizielle Top 100)      | 20     |
| Album Hungaria (MAHASZ)             | 35     |
| Album Ý (FIMI)                      | 21     |
| Album Nhật Bản (Oricon)             | 4      |
| Album Mexico (Top 100 Mexico)       | 24     |
| Album New Zealand (RMNZ)            | 33     |
| Album Thụy Sĩ (Schweizer Hitparade) | 18     |
| Album Anh Quốc (OCC)                | 34     |
| Hoa Kỳ Billboard 200                | 25     |
| Album Toàn cầu (IFPI)               | 4      |
| Bảng xếp hạng (2008)                | Vị trí |
| Hoa Kỳ Billboard 200                | 176    |

## Chứng nhận
| Quốc gia | Chứng nhận  | Số đơn vị/doanh số chứng nhận |
| --- | ----------- | ----------------------------- |
| Argentina (CAPIF) | Bạch kim    | 40.000^                       |
| Úc (ARIA) | 2× Bạch kim | 140.000^                      |
| Áo (IFPI Áo) | Bạch kim    | 20.000*                       |
| Bỉ (BEA) | Vàng        | 25.000*                       |
| Brasil (Pro-Música Brasil) | Bạch kim    | 60.000*                       |
| Canada (Music Canada) | 2× Bạch kim | 279,000                       |
| Pháp (SNEP) | Vàng        | 75.000*                       |
| Đức (BVMI) | Bạch kim    | 300.000‡                      |
| Hy Lạp (IFPI Hy Lạp) | Vàng        | 7.500^                        |
| Hungary (Mahasz) | Vàng        | 3.000^                        |
| Ireland (IRMA) | 2× Bạch kim | 30.000^                       |
| Ý (FIMI) | —           | 120,000                       |
| Nhật Bản (RIAJ) | Triệu       | 1.000.000^                    |
| México (AMPROFON) | Bạch kim    | 100.000^                      |
| New Zealand (RMNZ) | Bạch kim    | 15.000‡                       |
| Ba Lan (ZPAV) | Vàng        | 10.000*                       |
| Bồ Đào Nha (AFP) | Vàng        | 10.000^                       |
| Nga (NFPF) | 4× Bạch kim | 80.000*                       |
| Hàn Quốc (KMCA) | —           | 18,260                        |
| Thụy Sĩ (IFPI) | Bạch kim    | 30.000^                       |
| Anh Quốc (BPI) | Bạch kim    | 491,000                       |
| Hoa Kỳ (RIAA) | 2× Bạch kim | 2.000.000^                    |
| Tổng hợp |             |                               |
| Châu Âu (IFPI) | Bạch kim    | 1.000.000*                    |
| Toàn cầu | —           | 6,000,000                     |
| * Chứng nhận dựa theo doanh số tiêu thụ. ^ Chứng nhận dựa theo doanh số nhập hàng. ‡ Chứng nhận dựa theo doanh số tiêu thụ và phát trực tuyến. |             |                               |

## Lịch sử phát hành
| Quốc gia | Ngày             | Hãng đĩa |
| -------- | ---------------- | -------- |
| Ý        | 11 tháng 4, 2007 | Sony BMG |
| Đức      | 13 tháng 4, 2007 | Sony BMG |
| Canada   | 17 tháng 4, 2007 | Sony BMG |
| Hoa Kỳ   | 17 tháng 4, 2007 | RCA      |